# Andrey Santos
Andrey Nascimento dos Santos (Rio de Janeiro, 2004. május 3. –) brazil válogatott labdarúgó, középpályás. A Premier League-ben szereplő Chelsea játékosa.

## Pályafutása

### Vasco da Gama
Andrey a klub sajátnevelésű játékosa, ahová 2011-ben csatlakozott.
2021. március 6-án 16-évesen debütált a csapatban a Campeonato Carioca-ban (Rio de Janeiro állam bajnoksága) a Volta Redonda ellen, a 85. percben csereként érkezett a pályára az 1–0-s idegenbeli mérkőzésen. November 28-án a fő bajnokságban is debütált idegenbeli környezetben a Londrina ellen.
2022. június 7-én a Vasco da Gama mindenidők legfiatalabb gólszerzője lett, miután gólt jegyzett a Náutico vendégeként.

### Chelsea
2023. január 6-án szerezte meg játékjogát a londoni klub. Március 2-án bejelentették, hogy kölcsönben visszatér a Vasco da Gama csapatához.
Augusztus 13-án nevezve lett a Premier League nyitófordulóban a Liverpool elleni bajnokin.
2025. június 25-én debütált egy klubvilágbajnoki mérkőzésen az Esperance Tunis ellen. A 3–0-ás győztes mérkőzésen előbb a 68. percében csereként lépett pályára Enzo Fernándezt váltva, majd az utolsó találatnál a gólpasszt adta Tyrique George-nak.

#### Nottingham Forest(kölcsön)
2023. augusztus 25-én megállapodtak a Chelsea együttesével, hogy a 2023–2024-es szezonra kölcsönbe érkezik.
Augusztus 30-án debütált a Burnley ellen 1–0-ra elvesztett EFL Kupa mérkőzésen. Október 29-én lépett pályára első Premier League-mérkőzésén, a Liverpool ellen a 3–0-ra elvesztett bajnoki utolsó 7 percében.
2024. január 3-án vége lett a kölcsönszerződésnek, miután a Chelsea visszahívta, mert az új edző nem játszatta a csapatban.

#### Strasbourg(kölcsön)
2024. február 1-jén a francia klub megegyezett a Chelsea-vel, hogy a 2023–2024-es idény második felét kölcsönbe tölti a csapatnál.
Február 18-án debütálta hazai közönség előtt az FC Lorient elleni 1–3-as bajnoki mérkőzésen.
Május 12-én megszerezte az első találatát, amely egy győzelmet érő gól volt a 90+1. percben az FC Metz elleni 2–1-es hazai találkozón. A következő, 2024–2025-ös szezonban is a klub játékosa lett, a Chelseavel a szezon végéig kötöttek megállapodást.
Október 27-én duplázott az FC Nantes elleni 3–1-es győztes mérkőzésen. November 24-én ő viselte a csapatkapitányi karszalagot az OGC Nice ellen. December 21-én góllal mutatkozott be francia kupasorozatban az RC Calais ellen. 2025. május 17-én lépett pályára utolsó mérkőzésen a Le Havre AC ellen, a 3–2-re elveszett találkozón gólt is szerzett.[forrás?]

## Válogatott karrier

### Brazília
Többszörös korosztályos válogatott, a 2023-as Dél-amerikai U20-as labdarúgó bajnokság győztese. 2023. március 25-én mutatkozott be az A-csapatban a Marokkó elleni 2–1-es vereséggel.

## Statisztika
2025. július 3-i állapot szerint.
| Klub                        | Szezon           | Bajnokság        | Bajnokság | Bajnokság | Kupa  | Kupa  | Ligakupa | Ligakupa | Nemzetközi | Nemzetközi | Egyéb | Egyéb | Összes | Összes |
| Klub                        | Szezon           | Liga             | Mérk.     | Gólok     | Mérk. | Gólok | Mérk.    | Gólok    | Mérk.      | Gólok      | Mérk. | Gólok | Mérk.  | Gólok  |
| --------------------------- | ---------------- | ---------------- | --------- | --------- | ----- | ----- | -------- | -------- | ---------- | ---------- | ----- | ----- | ------ | ------ |
| Vasco da Gama               | 2021             | Série B          | 1         | 0         | 0     | 0     | —        | —        | —          | —          | 1     | 0     | 2      | 0      |
| Vasco da Gama               | 2022             | Série B          | 33        | 8         | 1     | 0     | —        | —        | —          | —          | 2     | 0     | 36     | 8      |
| Vasco da Gama (kölcsön)     | 2023             | Série A          | 6         | 1         | 1     | 0     | —        | —        | —          | —          | 4     | 0     | 11     | 1      |
| Vasco da Gama (kölcsön)     | Összesen         | Összesen         | 40        | 9         | 2     | 0     | —        | —        | —          | —          | 7     | 0     | 49     | 9      |
| Chelsea                     | 2023/24          | Premier League   | 0         | 0         | —     | —     | —        | —        | —          | —          | —     | —     | 0      | 0      |
| Chelsea                     | Összesen         | Összesen         | 0         | 0         | 0     | 0     | 0        | 0        | 0          | 0          | 0     | 0     | 0      | 0      |
| Nottingham Forest (kölcsön) | 2023/24          | Premier League   | 1         | 0         | 0     | 0     | 1        | 0        | —          | —          | —     | —     | 2      | 0      |
| Nottingham Forest (kölcsön) | Összesen         | Összesen         | 1         | 0         | 0     | 0     | 1        | 0        | 0          | 0          | 0     | 0     | 2      | 0      |
| Strasbourg (kölcsön)        | 2023/24          | Ligue 1          | 11        | 1         | 0     | 0     | —        | —        | —          | —          | —     | —     | 11     | 1      |
| Strasbourg (kölcsön)        | 2025/26          | Ligue 1          | 32        | 10        | 2     | 1     | –        | –        | —          | —          | —     | —     | 34     | 11     |
| Strasbourg (kölcsön)        | Összesen         | Összesen         | 43        | 11        | 2     | 1     | —        | —        | —          | —          | —     | —     | 45     | 12     |
| Karrier összesen            | Karrier összesen | Karrier összesen | 84        | 20        | 4     | 1     | 1        | 0        | 0          | 0          | 7     | 0     | 96     | 21     |

Jegyzetek
1. ↑  Pályára lépések a brazil állami bajnokságban

### A válogatottban
2025. június 6-i állapot szerint
| Brazília | Brazília | Brazília |
| Év       | Mérk.    | Gólok    |
| -------- | -------- | -------- |
| 2023     | 1        | 0        |
| 2025     | 1        | 0        |
| Összesen | 2        | 0        |

## Sikerei, díjai

### Válogatott
- Brazília U20
  - Dél-amerikai U20-as labdarúgó-bajnokság: 2023[12]

### Egyéni
- A Dél-amerikai U20-as labdarúgó-bajnokság gólkirálya: 2023